# Mario Muccini
Mario Muccini (Livorno, 5 marzo 1895 – Firenze, 3 giugno 1961) è stato un militare e scrittore italiano, insignito della Medaglia d’argento e medaglia di bronzo al valor militare durante la prima guerra mondiale. Fu autore di alcuni libri il cui titolo più famoso è Ed ora, andiamo! Il romanzo di uno "scalcinato".

## Biografia
Nacque a Livorno il 5 marzo 1895, figlio di Francesco e Anna d'Imporzano. Poco prima dell'inizio della prima guerra mondiale, appena conclusa la maturità classica, viene richiamato alle armi come ufficiale di complemento a Livorno dove, col grado di sottotenente, effettuò il servizio di prima nomina presso l’88º Reggimento fanteria "Friuli".
Con l’entrata in guerra dell’Italia, il 24 maggio 1915, viene assegnato al 147º Reggimento di fanteria della Brigata Caltanissetta e la sua prima destinazione sono le trincee del Carso, sul Monte San Michele, nell'ottobre dello stesso anno.
Durante la Terza battaglia dell'Isonzo ferito gravemente al polmone, e dopo una breve convalescenza a Castrogiovanni, nonostante il parere contrario dei medici, ritorna al fronte. Il suo reggimento nel frattempo si era spostato in Carnia, e sul Pal Piccolo comandò un reparto durante un assalto venendo decorato con una Medaglia di bronzo al valor militare che riceverà mentre si trova sul Mrzli.
Nel novembre 1916 ritornò sul Carso, combattendo a Hudi Log-Boscomalo e a Nova Vas, poi nel 1917 si troverà sul Mrzli, dove fu decorato di Medaglia d’argento al valor militare per aver saputo guidare i suoi soldati in una situazione difficile in seguito allo scoppio accidentale di una mina e agli effetti devastanti dei gas che lo intossicheranno in maniera lieve.
Sul Mrzli conoscerà il tenente colonnello Maurizio de Vito Piscicelli, e durante l'attacco di Caporetto sarà testimone della sua azione, nella quale cadde alla testa dei suoi uomini e per la quale gli sarà assegnata la Medaglia d'oro al valor militare.
Dopo la disfatta di Caporetto  il 147º Reggimento viene disciolto ed egli fu trasferito al per breve tempo al 32º "Siena", all'88º "Friuli" e infine al 36º Reggimento fanteria "Pistoia" col grado di capitano dove combatte a Doss Casina e a Doss Alto sulle pendici settentrionali del Monte Altissimo di Nago, fino alla fine della guerra quando partecipò all’ingresso delle truppe italiane a Trento.
Congedatosi al termine delle ostilità si laureò in Giurisprudenza, ma preferì scegliere la via dell’insegnamento, conseguendo una seconda laurea in Lettere nel 1923.  In quello stesso anno si sposò con Margherita, che gli diede due figlie: Franca e Anna Maria. Vinto il concorso per una cattedra di Lettere, lasciò il lavoro di ufficiale di dogana a Pisa.
Nel 1930 diventerà Preside a Palermo, nel 1936 Provveditore agli Studi a Trapani e poi si sposterà in alcune città: Mantova, Bergamo, La Spezia, nuovamente Palermo, Bologna. Nel 1944 si trovava a Padova e con la nascita della Repubblica Sociale Italiana continuò a lavorare per il Ministero dell'educazione nazionale.
Finita la seconda guerra mondiale fu sottoposto a processo di epurazione, venendo successivamente reintegrato in servizio. Nel 1948 fu Provveditore a Savona e negli anni seguenti a Grosseto, La Spezia e infine a Venezia. Si spense a Firenze il 3 giugno 1961, all'età di 66 anni.

## Opere
- Ed ora, andiamo! Il romanzo di uno scalcinato, Tavecchi, Bergamo, 1938.
- Ed ora, andiamo! Il romanzo di uno "scalcinato", Garzanti, Milano, 1939.
- Ed ora, andiamo! Il romanzo di uno "scalcinato", Studio bibliografico Ofi, 2013.
- All'insegna della civetta, Società Editrice Tirrena, Livorno, 1954.[1][6]
- Il merlo bianco, in Narrativa, Editrice Ciranna, Siracusa, 1959.[7][8]